# 迪斯默爾山脈
68°5′S 55°25′E / 68.083°S 55.417°E
迪斯默爾山脈是南極洲的山脈，位於恩德比地，處於雷納峰西南面56公里，該山脈在1956年由澳大利亞的探險隊發現，並在1958年12月被測量。